# Лансінг (Нью-Йорк)
Лансінг (англ. Lansing) — місто (англ. town) в США, в окрузі Томпкінс штату Нью-Йорк. Населення — 11 565 осіб (2020).

## Демографія
Згідно з переписом 2010 року, у місті мешкали 11 033 особи в 4751 домогосподарстві у складі 2902 родин. Було 5130 помешкань
Расовий склад населення:
| - 82,3 % — білих - 10,2 % — азіатів - 3,6 % — чорних або афроамериканців - 0,4 % — корінних американців - 0,1 % — вихідців з тихоокеанських островів - 1,1 % — осіб інших рас |

До двох чи більше рас належало 2,3 %. Частка іспаномовних становила 3,5 % від усіх жителів.
За віковим діапазоном населення розподілялося таким чином: 22,0 % — особи молодші 18 років, 65,3 % — особи у віці 18—64 років, 12,7 % — особи у віці 65 років та старші. Медіана віку мешканця становила 39,6 року. На 100 осіб жіночої статі у місті припадало 101,0 чоловіків;  на 100 жінок у віці від 18 років та старших — 96,4 чоловіків також старших 18 років.
Середній дохід на одне домашнє господарство  становив 93 085 доларів США (медіана — 66 059), а середній дохід на одну сім'ю — 111 136 доларів (медіана — 88 880). Медіана доходів становила 59 170 доларів для чоловіків та 50 889 доларів для жінок. За межею бідності перебувало 9,2 % осіб, у тому числі 13,9 % дітей у віці до 18 років та 2,6 % осіб у віці 65 років та старших.
Цивільне працевлаштоване населення становило 6064 особи. Основні галузі зайнятості: освіта, охорона здоров'я та соціальна допомога — 43,6 %, науковці, спеціалісти, менеджери — 10,6 %, мистецтво, розваги та відпочинок — 8,8 %, фінанси, страхування та нерухомість — 7,3 %.